# Martin Rutegård
Martin Rutegård är född 19 november 1979 i Stockholm, är en svensk skådespelare.
Martin studerade filmhistoria vid universitetet i Örebro 2001/2002. Som examensarbete var han med i kortfilmen Konstnären som även gav honom ett filmpris på Örebros Filmgala 2002.
Förutom tv-serier och kortfilmer har han medverkat i reklamfilmer genom åren och i februari 2019 blev reklamfilmen MSB nominerad till Guldägget för bästa reklamfilm 2019.
Martin och hans tvillingbror Christian Rutegård filmade 2014 en kortfilm som handlade om kätteri på 1700-talet. Filmens titel är Sagan om Häxan, Drängen och Soldaten. Filmen har fått flera pris online, men det största priset var på Los Angeles Independent Film Awards i Hollywood. Då blev filmen utnämnd till "Best movie of the months October 2015" 

## Filmografi (urval)
- 2015 – Sagan om Häxan Drängen och Soldaten
- 2020 – Måste gitt (TV-serie)
- 2018 – Black Circle
- 2017 – Agenterna
- 2017 – Tio Minuter (TV-serie)
- 2017 – Finaste familjen
- 2019 – Jobbigt (TV-serie)
- 2019 – Svart cirkel
- 2020 – Hamilton (TV-serie)